# Луций Аппулей Сатурнин
Лу́ций Аппуле́й Сатурни́н (лат. Lucius Appuleius Saturninus; погиб 10 декабря 100 года до н. э., Рим, Римская республика) — древнеримский политический деятель, народный трибун в 103 и 100 годах до н. э. (также был избран трибуном и на 99 год до н. э.). Опираясь на плебс и на союз с Гаем Марием, он развернул во время своих трибунатов борьбу против сенатской аристократии. Своими законами положил начало практике наделения землёй ветеранов. В 100 году до н. э. был обвинён в убийстве Гая Меммия и объявлен мятежником. Вследствие перехода Мария на сторону его врагов Сатурнин потерпел поражение в открытом столкновении, сдался и был убит.

## Биография

### Происхождение и начало карьеры
Луций Аппулей принадлежал к знатному плебейскому роду Аппулеев, представители которого занимали римские магистратуры с 391 года до н. э., а консульства впервые достигли в 300 году. Носители когномена «Сатурнин» (Sathurninus) упоминаются во II веке до н. э.: так, Гай Аппулей Сатурнин был квинквевиром в 168 году, а Луций — претором в 166 году.
На денариях, отчеканенных в 104 году до н. э., указано имя Луция Сатурнина. Вероятно, это будущий трибун, который, таким образом, накануне квестуры занимал должность монетария.
Под 104 годом Сатурнин упоминается как квестор; в Остии он контролировал приём и перевозку продовольствия, предназначавшегося для общественных хлебных амбаров Рима. Когда хлеб начал дорожать, сенат отнял у Сатурнина эту должность и передал её Марку Эмилию Скавру. Диодор утверждает, что это произошло из-за того, что Луций Аппулей не справлялся со своими обязанностями, но в историографии высказывалось предположение, что сенат хотел таким образом переадресовать себе признательность плебса за дешёвый хлеб. Сатурнин счёл себя оскорблённым; по мнению Цицерона, именно эти события сделали начинающего политика демагогом и врагом аристократии.

### Первый трибунат
Луций Аппулей добился своего избрания трибуном уже на следующий год, 103 до н. э., хотя обычно промежуток между квестурой и трибунатом составлял около пяти лет. Его сделал своим союзником homo novus Гай Марий, получивший очередное консульство (второе подряд и третье в общей сложности) и стремившийся удержать своё высокое положение, несмотря на противодействие большей части сената во главе с Метеллами. Марий рассчитывал использовать Сатурнина, чтобы осуществлять в своих интересах давление на нобилитет; трибун рассчитывал использовать в своих интересах славу, власть и ветеранов Мария.
Из-за отрывочности сообщений источников невозможно точно выяснить, какие из законопроектов Сатурнина относятся к его первому трибунату (103 год), а какие — ко второму (100 год). Вероятно, уже в 103 году до н. э. Луций Аппулей добился принятия закона «об оскорблении величия римского народа» (lex Appuleia de maiestate), разрешавший привлекать к суду за любое деяние, наносившее вред интересам Республики. На основании этого закона вскоре было предъявлено обвинение проигравшему битву при Араузионе Квинту Сервилию Цепиону, одному из знатнейших патрициев, близкому к Метеллам. Другой военачальник, командовавший при Араузионе, — Гней Маллий Максим — был привлечён к суду самим Сатурнином и был вынужден отправиться в изгнание.
Ещё одним объектом для атак Сатурнина стал Квинт Цецилий Метелл Нумидийский, избранный в 104 году в цензоры, — главный оппонент Мария и один из наиболее влиятельных аристократов. Во главе вооружённых сторонников Луций Аппулей осадил Метелла в его доме, а потом на Капитолии, но был вытеснен оттуда всадниками. Детали случившегося неизвестны; об этих событиях рассказывает только Орозий, и есть предположение, что этот автор просто спутал Метелла Нумидийского с его дядей Метеллом Македонским, который был цензором тридцатью годами ранее и конфликтовал с народным трибуном Гаем Атинием Лабеоном.
Важнейшим событием первого трибуната Сатурнина стал закон о наделении ветеранов Мария землёй в Африке — по 100 югеров на человека. Усиливая Мария, эта мера одновременно оставляла неприкосновенным ager publicus в Италии, сохраняя возможность компромисса с крупными землевладельцами. Другой трибун, по имени Бебий, попытался было возразить, но народ прогнал его камнями.
На консульских выборах Луций Аппулей выступил в поддержку своего союзника. Согласно Плутарху, Сатурнин и Марий разыграли перед народным собранием комедию: консул отказывался переизбираться, а трибун называл его предателем, бросающим родину в самый опасный момент. Переизбрание состоялось, хотя все видели, как неумело играет Луций Аппулей. В историографии этот рассказ считают восходящим к источникам, враждебным Марию и соответственно исказившим картину, хотя и не отрицают наличие определённой связи с реальными событиями.

### Между магистратурами
В 102 году Метелл Нумидийский, ставший цензором, решил изгнать из сената Сатурнина, ставшего частным лицом, и его союзника Сервилия Главцию. Второй цензор — Гай Цецилий Метелл Капрарий — не поддержал коллегу, и тому пришлось уступить. Но противостояние не прекратилось: сторонник Сатурнина Луций Эквиций, выдававший себя за сына Тиберия Гракха (источники утверждают, что Луций Аппулей подговорил его стать самозванцем), не был включён Метеллом Нумидийским в список граждан. Сатурнин попытался задействовать для подкрепления прав Эквиция его гипотетическую тётку Семпронию, но та отвергла новоявленного племянника.
Когда в Рим прибыли послы Митридата VI, Луций Аппулей заявил, что они пытаются подкупить сенат с помощью взяток, чтобы тот закрыл глаза на завоевания понтийского царя в Малой Азии. Враги экс-трибуна убедили послов подать в суд. Согласно Диодору, обвинение грозило смертью, и поэтому Сатурнин «впал в великий страх и величайшую тревогу»: он постарался разжалобить плебс, утверждая, что страдает только из-за вражды сенаторов, и с помощью толпы добился не только оправдания, но и переизбрания в народные трибуны.

### Второй трибунат
В результате выборов 101 года до н. э. Главция стал претором, а Марий получил шестое в общей сложности и пятое подряд консульство. Влияние Мария в тот момент достигло апогея, поскольку он недавно полностью устранил угрозу германского вторжения. Именно его помощь, согласно Ливию, обеспечила Сатурнину второй трибунат. Один из кандидатов в трибуны Авл Нунний, не скрывавший свою враждебность к Луцию Аппулею и Главции, был убит по их приказу накануне своего избрания. Аппиан утверждает даже, что Нунний погиб после своей победы на выборах, но это, видимо, фальсификация.
Марий и Сатурнин действовали в начале года в рамках полноценного политического союза. Вероятно, именно тогда был проведён lex frumentaria — закон о продаже хлеба в Риме по символической цене в 5/6 асса за модий. До этого хлеб стоил 6 1/3 асса. Квестор Квинт Сервилий Цепион возглавил сопротивление этой инициативе, заявив, что она разорит казну. Сенат постановил, что выдвижение такого законопроекта на голосование будет признано антигосударственной мерой, но Сатурнин проигнорировал это. Тогда Цепион со своими сторонниками опрокинул урны для голосования в комиции, но закон всё же был принят. Существует предположение, что эти события произошли не в 100, а в 103 году до н. э.; в этом случае именно поведение Цепиона-младшего могло стать причиной осуждения его отца.
Важнейшей и для Мария, и для Сатурнина инициативой стал закон о выводе солдатских колоний в Сицилию, Ахайю, Македонию и Галлию, причём наделы должны были получить как граждане, так и италики; реализацией всех аграрных мероприятий должен был руководить Марий. Предвидя сопротивление нобилитета, Луций Аппулей включил в законопроект положение об обязательной клятве сенаторов на верность аграрному закону (lex agraria) под угрозой изгнания и штрафа в 20 талантов.
Обсуждение lex agraria было крайне бурным. Сатурнин позаботился о том, чтобы в городе в этот день было побольше селян и ветеранов Мария, на чью поддержку он рассчитывал. Тем не менее очень многие кричали, что из-за грома собрание нужно отложить; автор сочинения «О знаменитых людях» приводит слова, сказанные Сатурнином в ответ на это: «Если вы не успокоитесь, то сейчас пойдёт град». Противники закона пустили в ход дубины, но и сторонники Луция Аппулея тоже были вооружены. В схватке селяне победили и добились принятия закона. Те народные трибуны, которые пытались помешать Сатурнину, подверглись оскорблениям и были вынуждены замолчать.
Клятву соблюдать новый закон (с оговоркой «если он имеет силу закона») принесли все сенаторы, за исключением Метелла Нумидийского. Уже на следующий день Сатурнин прислал судебного пристава, чтобы удалить Метелла из здания сената; другие народные трибуны вступились за Квинта Цецилия, и тогда Луций Аппулей обратился к народному собранию, говоря, что из-за Метелла никто не получит землю. Началась подготовка отдельного закона об изгнании неподчинившегося, и в конце концов Квинт Цецилий сам покинул Рим. Если верить Аппиану, Сатурнин добился таким образом главной своей цели, ради которой пошёл на второе избрание трибуном.
Но следствием этого успеха стала политическая изоляция Сатурнина. Против него теперь выступали не только сенат, но и всадники, напуганные радикализмом народного трибуна, и даже городской плебс, который всегда был против наделения италиков гражданскими правами. В этой ситуации усиливалась зависимость Луция Аппулея от Мария, но и тот не хотел разрыва с сенатом, а бесконечно долго лавировать между двумя противниками не мог. Плутарх рассказывает о Марии: «Когда ночью к нему пришли первые люди в государстве и стали убеждать его расправиться с Сатурнином, Марий тайком от них впустил через другую дверь самого Сатурнина и, солгав, что страдает расстройством желудка, под этим предлогом бегал через весь дом то к одним, то к другому, подзадоривая и подстрекая обе стороны друг против друга». Т. Моммзен отметил «аристофановскую меткость» этого рассказа, несомненно, являющегося выдумкой.

### Поражение и гибель
Чтобы закрепить успех, Сатурнин добился своего переизбрания на 99 год до н. э. Одним из его коллег стал Луций Эквиций. Но Главция, претендовавший на консульство, был отстранён от участия в выборах — или Гаем Марием, или сателлитом последнего Луцием Валерием Флакком. Это стало серьёзным поражением для «партии» Луция Аппулея и показало, что отношения между ним и Марием уже не те.
В день консульских выборов при невыясненных обстоятельствах был убит ещё один кандидат Гай Меммий. Античные авторы утверждают, что это убийство было организовано Сатурнином — или ради избрания Главции, или для того, чтобы избежать противодействия Меммия в будущем. Эта версия воспроизводится и в историографии. Высказывалась гипотеза о том, что Луций Аппулей не был заинтересован в смерти Меммия и стал жертвой провокации.
Сенат немедленно объявил Сатурнина и Главцию организаторами убийства и издал постановление, которым консулы наделялись чрезвычайными полномочиями «для спасения государства». Гай Марий этому постановлению подчинился. Консулы призвали народ к оружию, и на Форуме, по словам Цицерона, собрались «все преторы, вся знать, всё юношество» и даже «все честные люди», которые получили оружие из государственных арсеналов и из храма Санка.
В открытом бою на Форуме Сатурнин был разбит и оттеснён на Капитолий, причём во время схватки он кричал во весь голос, «что виновник всех его действий Марий». С ним на Капитолии были Луций Эквиций, квестор Гай Сауфей, всадник Квинт Лабиен. Вскоре осаждённым пришлось сдаться, так как Марий перекрыл доступ воды. Луций Аппулей надеялся, что Марий его спасёт, и тот действительно дал мятежникам гарантии неприкосновенности, одобренные сенатом (fides publica), а потом, игнорируя требования о немедленной казни, поместил арестованных под охраной в Гостилиеву курию. Существует даже предположение, что Марий изначально присоединился к аристократической «партии», только чтобы не допустить расправы над Сатурнином. Но сторонники сената, не доверявшие консулу, ворвались в курию и перебили политиков-демагогов дубинами; согласно Флору, это был «народ», согласно Орозию — всадники. Другие источники утверждают, что убийцы залезли на крышу и забросали Сатурнина и прочих черепицей, но версия Орозия и Флора выглядит более достоверной.
Это убийство стало кощунством вдвойне: были нарушены неприкосновенность народных трибунов и неприкосновенность, гарантированная государством (fides publica). Аппиан датирует это событие 10 декабря 100 года до н. э. — днём, в который начинался третий трибунат Сатурнина и первый — Эквиция. По этой причине в классическом справочнике Томаса Броутона Луций Аппулей указан в числе трибунов 99 года до н. э.
Убийцей трибуна называют некоего Сцеву, раба Квинта Кротона, получившего после этих событий свободу. Дом Сатурнина был разорён, люди, хранившие память о нём, подвергались наказанию. Голову Луция Аппулея сенатор Гай Рабирий показывал позже на пирах и по этой причине был обвинён в убийстве трибуна (63 год до н. э.). Обвинителем был Тит Лабиен, принадлежавший к окружению Гая Юлия Цезаря. Сначала Рабирия осудили и приговорили к смерти, но потом возобновлённый процесс прервал претор Квинт Цецилий Метелл Целер. В результате за гибель Сатурнина так никто и не был наказан.

## Сатурнин как оратор
Цицерон признавал Сатурнина самым красноречивым «из всех мятежников после Гракха». При этом успехом своих речей он был больше обязан своей внешности, одежде и жестикуляции, чем содержанию и форме сказанного.

## Семья
У Орозия упоминается брат Сатурнина Гней Корнелий Долабелла, тоже убитый сторонниками сената. Приёмным сыном Луция Аппулея мог быть Гай Аппулей Дециан, осуждённый в 99 году до н. э. за сочувственные воспоминания о нём. По другой версии, родным сыном Сатурнина был ещё один Луций Аппулей, в ранге пропретора в 58 году до н. э. управлявший Македонией.
Жена Марка Эмилия Лепида, консула 78 года до н. э., возможно, была дочерью Сатурнина. В этом случае один из участников второго триумвирата Лепид приходился Сатурнину внуком.

## Оценки личности и деятельности
Античные авторы, рассказывающие о Сатурнине, находятся на стороне его врагов, а поэтому дают Луцию Аппулею самые негативные характеристики. Наиболее близкий к нему по времени Цицерон упоминает «бесчестность и бешенство Сатурнина» и считает его убийство прекрасным деянием. Другие источники некритично воспроизводят сообщения позднереспубликанской политической пропаганды о провозглашении Сатурнина царём и об убийстве Гая Меммия. Ряд событий 100 года до н. э. выглядит в основных источниках (у Аппиана и Плутарха) как результат заговора, составленного Сатурнином и Марием против Метелла.
Моммзен, признавая таланты и энергию Сатурнина, пишет, что он «больше всех своих предшественников был склонен к насилиям и неразборчив в средствах. Он всегда был готов вынести борьбу на улицу и бить противника не словами, а дубинами». При этом погиб Луций Аппулей как потому, что руководствовался своими страстями, а не государственными интересами, так и из-за политической беспомощности человека, с которым он связал свою судьбу, — Мария.
Согласно С. Ковалёву, Сатурнин попытался продолжить реформы Гракхов, но на ещё более суженной платформе. Ситуацию усложняли возросшая роль люмпен-пролетариата, использовавшая это «демагогия популяров» и появление армии как новой политической силы.

## В художественной литературе
Луций Аппулей действует в романе Колин Маккалоу «Первый человек в Риме», а также в романе Милия Езерского «Марий и Сулла».